# الجادرية (منطقة)
الجادرية هي منطقة سكنية في مدينة بغداد، اسمها وفق البلدية هو حي الجامعة، وهي تتبع إدارياً لناحية الكرادة. تعد هي والمنصور أرقى أحياء بغداد على الإطلاق، وهي المنطقة المحببة لسكن الوزراء ومسؤولي الدولة الكبار. المنطقة تضم عدة شوارع عريضة ومستقيمة ومتقاطعة مليئة بالأشجار وبعض بساتين النخيل، يشاهد المار فيها أكبر قصور بغداد وتسكنها بعض أكثر العوائل تمكناً.
تحتوي الجادرية عدداً من المرافق المهمة في بغداد منها فندق بابل ونادي الجادرية للفروسية كما يقع في نهايتها مجمع الجادرية لجامعة بغداد وجامعة النهرين، والذي يضم عدة كليات منها الهندسة والعلوم والتربية وغيرها.
إضافة إلى ذلك يُقام حالياً إنشاء مبنى البنك المركزي العراقي والذي يعد أطول برج في بغداد من ناحية السطع وأحد أبرز المعالم المعمارية الجديدة في بغداد وهو من تصميم المعمارية العراقية زها حديد.

## سبب التسمية
الجادرية هي نسبة إلى آل جادر أصحاب الأرض الذين اشتروها من أسرة العكابيين في عام 1902م، وآل جادر عائلة معروفة في بغداد والموصل وحلب، ويتبع الجادرية منطقة تُسمى سبع قصور(1)، حيث تقع هناك قصور سبعة غربيّ الجسر ذي الطابقين.

## الهوامش
- «1»:في شمال شرق بغداد منطقة اسمها أيضاً سبع قصور أُنشئت بعد سبع قصور التي في الكرادة.